# Ehrennadeln der Länder der Bundesrepublik Deutschland
Die Ehrennadeln der Länder der Bundesrepublik Deutschland sind staatliche Ehrenzeichen der einzelnen Bundesländer, welche für langjährige ehrenamtliche Tätigkeit verliehen werden.
Im Gegensatz zu den Rettungsmedaillen und den Verdienstorden (mit Ausnahme von Bremen und Hamburg) vergeben nicht alle 16 Bundesländer eigene Ehrennadeln. Hessen und Thüringen verfügen über Ehrenbriefe, zu denen zugehörige Ehrennadeln gestiftet wurden. Die landesspezifischen Vergabekriterien ähneln sich allerdings, da langjährige Mitwirkung in Organisationen mit kulturellen oder sozialen Zielen oder Tätigkeiten in der kommunalen Selbstverwaltung gewürdigt werden.
| Bezeichnung                                                                       | Stiftungsdatum | Gestaltung | Verleihungsbedingung                  | Anmerkung                                                                                          |
| --------------------------------------------------------------------------------- | -------------- | --- | ------------------------------------- | -------------------------------------------------------------------------------------------------- |
| Ehrennadel des Landes Baden-Württemberg                                           | 11.08.1982     | Die Ehrennadel besteht aus Silber und zeigt das große Landeswappen mit der Umschrift Für Verdienste im Ehrenamt.                                                             | 15 Jahre                              | Der Erlass zur Stiftung der Ehrennadel enthält keine Regelung zur Gestaltung einer Bandschnalle.   |
| Ehrenzeichen des Bayerischen Ministerpräsidenten                                  | 01.08.1994     | | 15 Jahre                              | Die Gestaltung des Ehrenzeichens wurden vom Verdienstorden der Bayerischen Krone übernommen.       |
| Berliner Ehrennadel für besonderes soziales Engagement                            | 11.03.1998     | Anstecknadel aus Gold. Ohne Inschrift. | 10 Jahre                              | Die Verleihung erfolgt pro Jahr nur an 12 Personen an zwei Terminen.                               |
| Ehrenbrief des Landes Hessen                                                      | 26.05.1973     | | 12 Jahre                              | Seit 2003 wird die dritte Gestaltungsform der Ehrennadel verliehen.                                |
| Ehrennadel des Landes Mecklenburg-Vorpommern für besondere Verdienste im Ehrenamt | 12.11.2013     | Die versilberte Ehrennadel ist rund und zeigt das große Landeswappen mit dem umlaufenden Schriftzug Für besondere Verdienste im Ehrenamt – Mecklenburg-Vorpommern.           | 10 Jahre                              | Der Erlass zur Stiftung der Ehrennadel enthält keine Regelung zur Gestaltung einer Bandschnalle.   |
| Ehrennadel des Landes Rheinland-Pfalz                                             | 07.08.1974     | Die Ehrennadel besteht aus Silber. Sie zeigt das Landeswappen von Rheinland-Pfalz und einen stilisierten Lorbeerzweig.                                                       | 12 Jahre                              | Der Erlass zur Stiftung der Ehrennadel enthält keine Regelung zur Gestaltung einer Bandschnalle.   |
| Saarländische Ehrenamtsnadel                                                      | 2008           | Die Ehrennadel hat die Form des Saarlandes. Im Innenteil befindet sich das Landeswappen.                                                                                     | "über viele Jahre hinweg"             | |
| Ehrennadel des Landes Sachsen-Anhalt                                              | 19.04.2000     | | "über einen längeren Zeitraum"        | Vor der Umbenennung im Jahr 2003, hieß die Auszeichnung "Ehrennadel des Ministerpräsidenten"       |
| Ehrennadel des Landes Schleswig-Holstein                                          | 16.11.1982     | Die Ehrennadel besteht aus Silber und zeigt das Wappen des Landes Schleswig-Holstein.                                                                                        | "langjährige ehrenamtliche Tätigkeit" | Eine Bandschnalle existiert offiziell seit dem 8. September 2004                                   |
| Ehrenbrief des Freistaats Thüringen                                               | 30.08.2005     | Die versilberte Ehrennadel hat die Form eines Kreuzes. Die runde Mittelscheibe trägt auf der Vorderseite das Thüringer Landeswappen mit dem Schriftzug Freistaat Thüringen". | 10 Jahre                              | Der Erlass zur Stiftung des Ehrenbriefes enthält keine Regelung zur Gestaltung einer Bandschnalle. |

Im Ranggefüge der Orden und Ehrenzeichen rangieren die Ehrennadeln in der Regel unterhalb von Verdienstorden und -medaillen. In einigen Bundesländern existieren noch andere Formen der Anerkennung ehrenamtlicher Tätigkeit als Medaillen wie etwa:
- Brandenburg: Medaille des Landtages von Brandenburg
- Hamburg: Medaille für Treue Arbeit im Dienste des Volkes
- Niedersachsen: Verdienstmedaille für vorbildliche Verdienste um den Nächsten